# کارلا سینیوریس
کارلا سینیوریس (ایتالیایی: Carla Signoris؛ ‏ تلفظ در ایتالیایی: [ˈkarla siɲˈɲoːris]؛ زادهٔ ۱۰ اکتبر ۱۹۶۰) بازیگر و کمدین اهل ایتالیا است. او پس از تحصیل در دبیرستان علمی «مارتین لوتر کینگ» جنوآ، در اواخر دهه هفتاد، با علاقه‌ای به صحنه‌آرایی، وارد دانشکده معماری شد و هم‌زمان در مدرسه بازیگری تئاتر استابیله جنوآ ثبت‌نام کرد و پس از چند سال موفق به دریافت دیپلم شد.
از فیلم‌ها یا مجموعه‌های تلویزیونی که وی در آن‌ها نقش داشته است، می‌توان به خانواده خوشبخت، همه مردان بی‌کفایت و آقای سعادت اشاره نمود.
در سال ۲۰۲۳، او در چند تبلیغ منطقه لیگوریا نقش اصلی را ایفا کرد که هدف آن‌ها آگاه‌سازی شهروندان درباره پیشگیری، سبک‌های زندگی سالم و همچنین اطلاع‌رسانی درباره خدمات ارائه شده توسط سیستم بهداشتی بود.